# Mastix

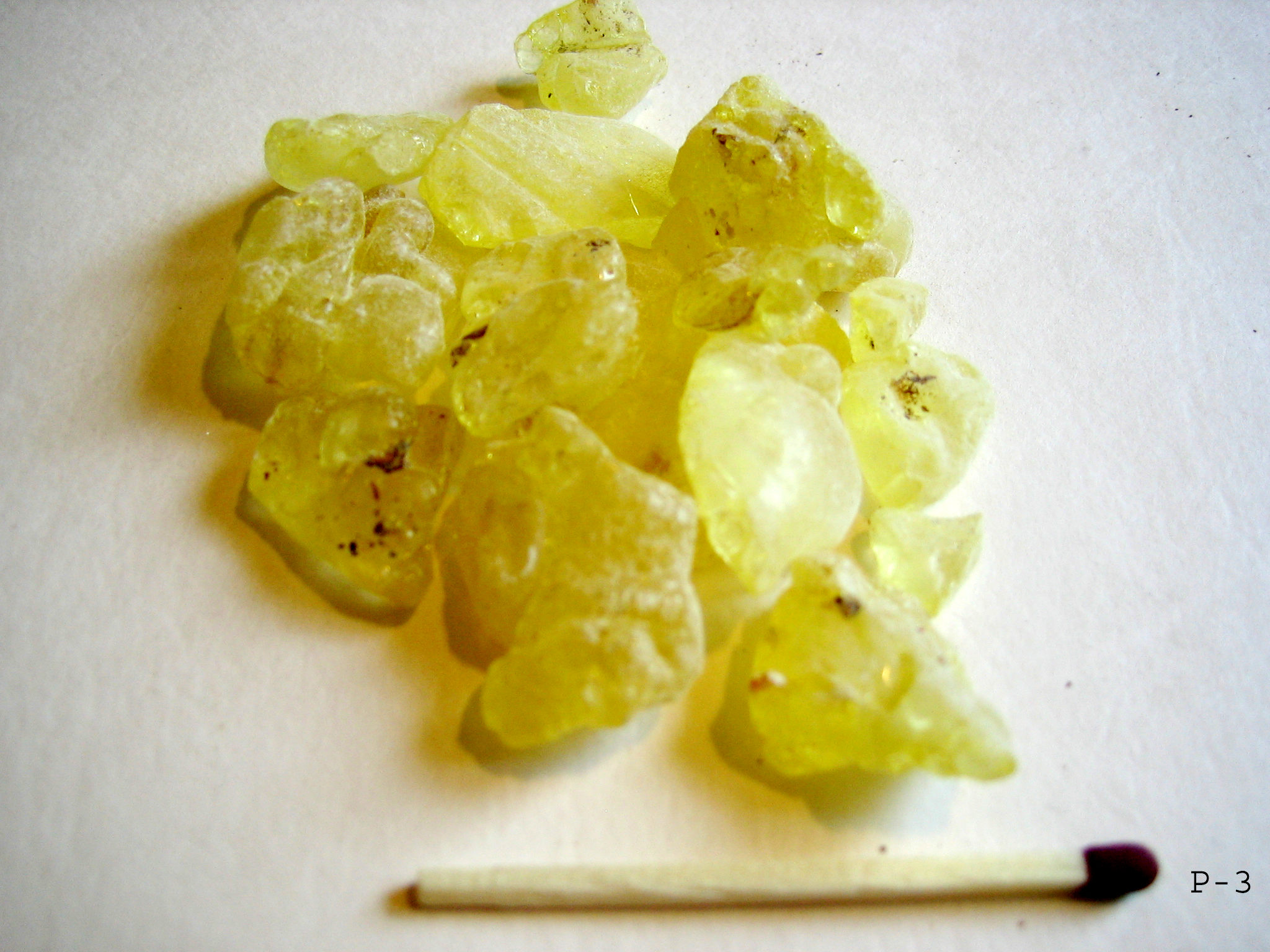
Mastix

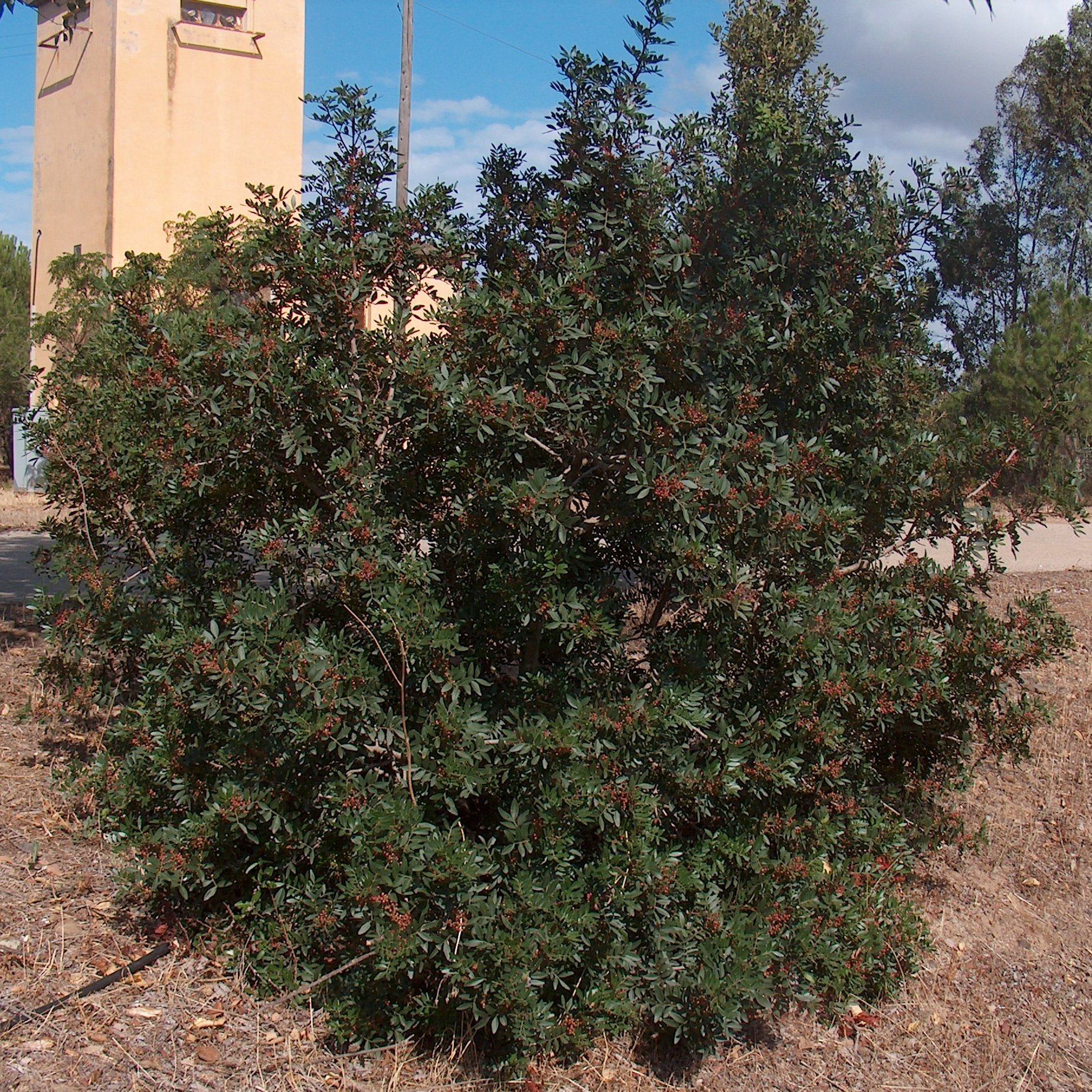
Mastixstrauch (Pistacia lentiscus)

Mastix ist das Harz der Mastixsträucher oder kleinen -bäume (Pistacia lentiscus). Es entsteht durch Eintrocknen und Aushärten des Harzbalsams, der aus den Sträuchern oder Bäumen austritt. Mastix (neugriechisch μαστίχα mastícha) ist in Griechenland bekannt als „Tränen von Chios“. Das Wort „Mastix“ ist in vielen Sprachen ein Synonym für Gummi, z. B. „Mastixasphalt“ (Gussasphalt).
Harz kann aus Pistacia atlantica, Pistacia khinjuk, Pistacia lentiscus und Pistacia terebinthus gewonnen werden, heute wird nur noch die domestizierte Form von Pistacia lentiscus verwendet. Chemisch lassen sich diese Harze nicht unterscheiden. Es sind Verwandte der Echten Pistazie (Pistacia vera).

## Etymologie
Das Wort Mastix stammt über mittellateinisch mastix von lateinisch mastichum, mastiche, dieses stammt von altgriechisch μαστίχη mastíchē „Mastix“ (wohlriechendes Harz vom Mastixbaum, das zum Kauen benutzt wurde) und ist wie lateinisch masticare („kauen“) ist abgeleitet von μαστιχᾶν mastichān („mit den Zähnen knirschen“).

## Geschichte

### Bronzezeit
In Ägypten diente Mastix seit dem Neuen Reich als Lack. Es wurde sowohl gelber als auch schwarzer Lack verwendet, für dessen Herstellung das Harz stark erhitzt wurde. Beide sind seit dem siebten Regierungsjahr von Hatschepsut belegt und stammen daher vielleicht aus Punt. Mastix wurde spätestens seit der Dritten Zwischenzeit bis in ptolemäische Zeit auch zur Mumifizierung genutzt. Als Bestandteil von Kyphi, einer speziellen Räuchermischung, fand es im Tempelkult Verwendung. In Amarna wurden  Scherben lokal hergestellter Schalen gefunden, die Spuren von Mastix und Weihrauch enthielten, während das Harz selbst in kanaanitischen Amphoren transportiert wurde. Nach der Analyse des Tons stammen die Amphoren aus Israel. Einige sind als snṯr beschriftet, was gewöhnlich als Weihrauch übersetzt wird, aber auch Mastix bedeuten könnte.
Den Handel mit Mastix beweisen auch kanaanitische Amphoren vom Uluburun-Wrack, die das Harz einer Pistazienart enthielten.
Auch in der Bibel (Gen 37,25 , Gen 43,11 , Hes 27,17 ) wird Mastix erwähnt: Eine Karawane von Ismaelitern aus Gilead bringt hier Tragakant, Mastix und Ladanum nach Ägypten.

### Antike
Mastix wird bei Herodot, Theophrast, Galenos und Dioskurides (De materia medica, Nr. 90) erwähnt. In der Antike wurde es für Magenbeschwerden, bei Magengeschwüren, Sodbrennen, Entzündungen u. a. auch der Haut und der Schleimhaut (Aphthe, Parodontose, Entzündung des Zahnfleisches, der Haut, bei Pickeln, Akne), bei rheumatischen Beschwerden und zur Wundbehandlung empfohlen. Apicius (De re coquinaria) führt es als Zusatz für Wein auf (Conditum paradoxum und Absinthium Romanum).
Mastixharz wurde auch in einigen spätrömischen Gräbern gefunden, unter anderem in einem Frauensarg des 3. oder 4. Jahrhunderts aus Mailand und einer Kinderbestattung von Wraggs Farm, Arrington (Cambridgeshire). Brettel et al. deuten dies als Bestandteile einer Mumifizierung, es könnte sich aber auch um Reste von Räucherwerk handeln.

### Neuzeit
In Arzneibüchern der frühen Neuzeit wird Mastix (genannt auch Mastix Chiae) neben seiner bereits in der Antike für die Heilkunde belegten pharmazeutischen Verwendung auch als Zahnweißer und Bestandteil von Zahnpulver und anderen Mundpflegeprodukten erwähnt.
Im Lucca-Manuskript wird die Herstellung eines Gemäldefirnisses aus Mastix und anderen Harzen, gelöst in Leinöl, erwähnt. Bis ins 19. Jahrhundert, als er durch den Dammarfirnis ersetzt wurde, war Mastix, gelöst in Terpentin, der wichtigste Abschlussfirnis in der Europäischen Tafelmalerei.

## Anbau
Der Mastixstrauch oder -baum wächst besonders in Südeuropa und Palästina und wird auf der griechischen Insel Chios sowie auf der türkischen Çeşme-Halbinsel angebaut.
Auf Chios war die Region von Catamorea im Süden der Insel das Zentrum des Anbaus, unter Genueser Herrschaft als Mastichochora oder Mastihohonia bekannt. Schutzpatron des Mastixanbaus war Isidoros von Chios. Die Berichte von Reisenden wie Joseph Pitton de Tournefort, der sich im März 1701 auf der Insel aufhielt, und Hubert Pernot (1898–1899) liefern wichtige Einzelheiten über historische Produktionsmethoden.
Mastixpflanzen produzieren erst ab einem Alter von 5 Jahren Harz. Die Bäume können bis zu 200 Jahre alt werden, aber ab einem Alter von 50 Jahren nimmt der Ertrag ab, insgesamt bringen junge Pflanzen mehr Ertrag. Im Juni, Juli, August und September wird die Rinde der Mastixpflanzen angeritzt, so dass der Harzbalsam auslaufen kann. Normalerweise wird jeder Baum fünf- bis zehnmal eingeschnitten, und dies wird alle vier oder fünf Tage wiederholt. Um den Pflanzenfuß wird weißer Kalkstaub gestreut oder Blätter und Steinplatten als sauberer Untergrund ausgelegt. Der Harzbalsam muss etwa zwei Wochen am Boden liegen bleiben, bis das ätherische Öl des Harzbalsams weitgehend verdunstet ist und das Harz zurückbleibt. Dies sind kleine hellgelbe bis grünlich gelbe, ungleichförmige, kugelige bis birnenförmige, durchsichtige oder undurchsichtige, harte, glasige Bruchstücke. Dies funktioniert nur bei heißem Wetter ohne Regen. Das Weichharz ist im Bruch klar, tropfenförmig und in der Qualität sehr unterschiedlich. In der Folge wird es aufwändig gesäubert und sortiert, was mehrere Monate dauern kann. Abulfeda beschrieb eine erste Ernte zwischen Februar und März, bei der das Harz direkt von der Rinde gesammelt wurde. Dieses hatte eine bessere Qualität und wurde in einer katalanischen Quelle als „mástech prima gota: aquest vall més“ beschrieben.
In den Handel kommt Mastix als
- Mastix electa (hellgelb, erbsengroß), die beste Sorte.
- Mastix in lacrimis
- Mastix naturell, -in Sortis (bräunlich), mit Sand usw. verunreinigt.
- weniger gute Ware (sehr dunkel)

Um ein Kilogramm des Harzes zu gewinnen, muss man etwa zehn Pflanzen ritzen. 2004 erzielte ein Kilogramm Mastix auf dem Markt etwa 85 Euro. Die Qualität des Chios-Mastix und der von der Levante ist für die Ölmalerei die beste. Er wird schon bei knapp 40 °C weich und ist in Terpentinöl und Alkohol ganz, in Benzin mit Rückständen lösbar. Er trocknet härter aus als Dammarfirnis und wird wie dieser verwendet. Schlechte Qualität vergilbt.
Der größte europäische Mastixproduzent ist die griechische Insel Chios. 2012 wurden auf der Insel durch einen Wald- und Feldbrand 40 % der Mastixpflanzen zerstört.
Das Know-how des Anbaus auf der Insel wurde 2014 in die UNESCO-Liste des immateriellen Kulturerbes der Menschheit aufgenommen.
Im Handel findet sich auch:
Amerikanischer Mastix (Aroeireharz) Schinus molle, Schinus areira, Schinus terebinthifolia sowie Indischer oder Bombay Mastix Pistacia atlantica (Synonym: Pistacia cabulica), Pistacia khinjuk, ferner wird auch das Harz von Bursera simaruba manchmal als Mastix bezeichnet. In Nordafrika (Pistacia terebinthus) sowie in Syrien und Iran (Pistacia vera) finden sich ähnliche Harze, diese gleichen dem echten Mastix, sind aber von anderer Qualität. Pseudomastix stammt aus den Wurzeln und den fleischigen Blütenböden von Carlina gummifera (Synonym: Chamaeleon gummifer, Atractylis gummifera).
Mastix wird auch mit anderen Harzen (Kolophonium, Sandarak, Fichtenharz etc.) verfälscht.
Als Falscher oder Gelber Mastix wird Sideroxylon foetidissimum bezeichnet, obwohl von der Art kein Harz stammt.

## Bestandteile
Mastix enthält etwa 40 % Harzsäuren Masticonsäure, etwa 50 % Harze Masticoresene und 2 % ätherische Öle. Mastix beginnt bei 80 °C zu erweichen, bei etwa 105 °C schmilzt er.
Die Hauptkomponenten des Harzes sind Triterpenesäuren: Masticadienonsäure, Isomasticadienonsäure, Oleanolsäure und Triterpenalkohol: Tirucallol. Daneben wurden weitere Triterpene, darunter ein bislang unbekanntes bicyclisches Triterpendiol sowie Verbindungen vom Dammaran-, Malbarican- und Polypodan-Typ sowie Nortriterpene nachgewiesen.
Der Anteil des ätherischen Öls beträgt 1 bis 3 %. Zu etwa 90 % besteht es aus Monoterpenen, unter denen wiederum α-Pinen und β-Pinen mit mehr als 75 % den Hauptanteil ausmacht. Insgesamt wurden über 70 Komponenten nachgewiesen, darunter in nennenswerter Menge Myrcen (ca. 14 %), trans-Caryophyllene, Linalool, Camphen, Verbenon, Pinocarveol, Limonene, Tricyclen.

## Verwendung
Zur Anwendung gelangt Mastix
- bei Lebensmitteln (Kaugummi, Backwaren, Limonade, Süßigkeiten wie z. B. Lokum, Dondurma)
- in Spirituosen (Rakı, Masticha) und Likören.[13]
- in der arabischen und türkischen Küche als Gewürz,[19] etwa als Kaffeezusatz[20]
- als Naturkosmetik (Antiaging-Effekte, beruhigt und reinigt die Haut) und Körperpflegemittel (Zahnpasta, Gesichtscreme, Duschgels, Seifen etc.) Wird in der Liste der Inhaltsstoffe als PISTACIA LENTISCUS GUM (INCI)[21] aufgeführt.
- als Klebstoff für Maskenbildner (künstliche Bärte, Warzen etc.)
- als Schlussfirnis bei Gemälden
- in der Temperamalerei als Emulsionsbestandteil
- als Bestandteil des Geigenlackes (Geigenbau)
- als Klebstoff für Glas, Porzellan oder Pietra dura
- als säurefestes Medium bei der Radierung
- als Räucherwerk, welches leicht nach Pistazien duftet
- im Mittelalter neben Kreide als Modellier- und Füllmasse bei Wappenfiguren auf Schilden.[22]